# Bordeaux (region winiarski)

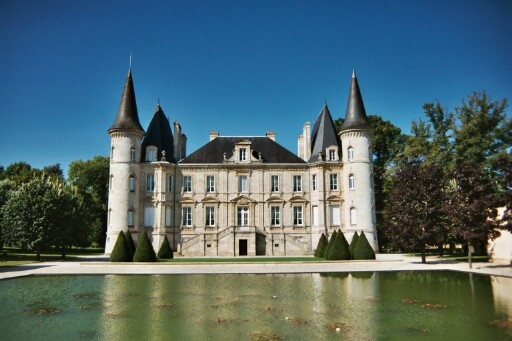
Typowe château (Pichon-Longueville Baron w Pauillac)

Region winiarski Bordeaux (fr. Bordelais) – największy zwarty obszar produkcji wina wysokojakościowego na świecie. Na jego terenie istnieje ok. 8000 posiadłości winiarskich, zwanych château, które wytwarzają światowej sławy wina. Złożony system subregionalnych i gminnych apelacji oraz klasyfikacja ustanawia między nimi jakościową hierarchię. Przypisanie do poszczególnych winnic nie odgrywa większej roli, istotne jest château, do której one należą.
Typowe dla regionu są wytrawne, długowieczne czerwone wina, bardziej owocowe w Médoc, delikatniejsze w Saint-Émilion i Pomerol. Niecałe 20% produkcji to wina białe, z których najlepsze są botrytyzowane słodkie sauternes i barsac. Najbardziej pełne charakteru wina białe pochodzą z podregionu Graves na południowy wschód od Bordeaux. Od 1990 roku istnieje także apelacja dla białego i różowego wina musującego, AOC Crémant de Bordeaux, wcześniej sprzedawanego jako Bordeaux Mousseux AOC.
W roku 2002 z winnic rozciągających się na ponad 120 000 ha wyprodukowano 5,74 mln hektolitrów wina klasyfikowanego (czyli podlegającego regulacjom jakościowym).

## Geografia, gleba i klimat
Region winiarski Bordeaux obejmuje dobrze dostosowane do uprawy winorośli obszary położonego w południowo-zachodniej Francji departamentu Żyronda. Leży u ujścia rzek Garonny i Dordogne, dokładnie na czterdziestym piątym równoleżnik. Można wyróżnić pięć wyraźnie odmiennych od siebie podregionów:
- Médoc rozciąga się przez 70 km na lewym brzegu Żyrondy na północny zachód od Bordeaux aż po Soulac-sur-Mer[9].
- Graves, położony na południe od Bordeaux, na lewym brzegu Garonny[10].
- Entre-Deux-Mers, pagórkowaty obszar między Garonną i Dordogne[8][11].
- Libournais jest określeniem okolic miasta Libourne na prawym brzegu Dordogne[12].
- na północnym brzegu Żyrondy, na północny zachód od Libournais leżą Blayais i Bourgeais[13].

Często używa się po prostu określeń „lewy brzeg” (fr. rive gauche – Médoc i Graves) oraz „prawy brzeg” (fr. rive droite – pozostałe).

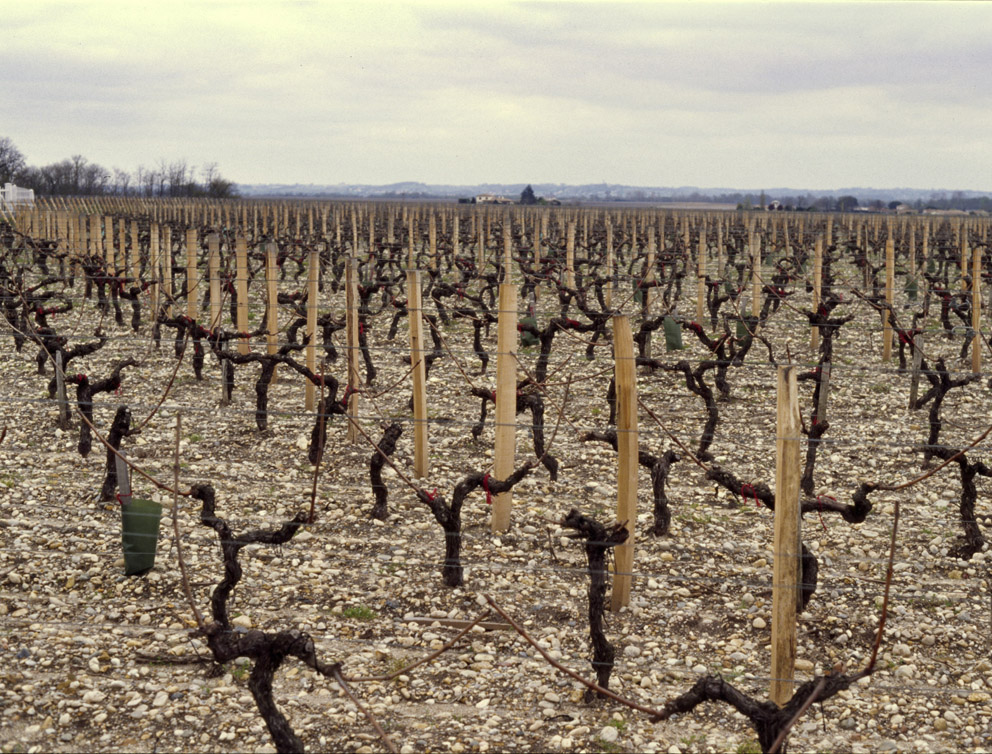
Winnica na żwirowo-piaszczystym wzniesieniu zwanym „Grand-Poujeaux“ w gminie Moulis-en-Médoc

W dolnych pokładach podłoża Bordeaux dominuje trzeciorzędowy wapień. W wielu miejscach został on przykryty warstwą piasku i żwiru pochodzenia polodowcowego, naniesioną przez rzeki Isle, Dordogne i Garonnę. W regionie Médoc (z wyjątkiem Listrac-Médoc, gdzie dominują cięższe gliny) warstwa ta osiąga wiele metrów grubości i pozwala na głębokie ukorzenianie się winorośli i świetne odprowadzanie wody. Winnice o takiej strukturze gleby dają surowiec do większości najlepszych win (grand cru classé), chyba że są położone w bezpośrednim sąsiedztwie rzeki i wtedy nie nadają się pod uprawę winorośli. W Graves spotyka się gleby aluwialne. W leżącym pomiędzy rzekami Entre-Deux-Mers gleby są ciężkie, gliniaste i żwirowe. W prawobrzeżnej części regionu – okolicach Libourne podłoże jest bardziej zróżnicowane. Wapienne gleby i molasy Saint-Émilion są doskonałym miejscem na uprawę merlota. W sąsiednim subregionie Pomerol występują gleby piaszczysto-żwirowe i żwirowo-gliniaste. Co niezwykłe, kilka znakomitych win pochodzi z winnic znajdujących się na wilgotnych glebach w apelacjach Pomerol, Graves i Sauternes.
Bliskość Oceanu Atlantyckiego, rzeki i odgradzający region od morza lesisty region Landes zapewniają łagodny klimat bez nagłych wahań temperatury. Mimo to istnieją siedliska o specyficznym położeniu czy nachyleniu stoku, cechujące się szczególnym lokalnym mikroklimatem.
Zimy przebiegają z reguły bez mrozów. Charakterystyczne są liczne opady wiosną i słoneczne lato od lipca do października. Średnie nasłonecznienie wynosi ok. 2000 godzin rocznie przy sumie opadów ok. 900 mm. Przebieg pogody w poszczególnych latach jest niejednorodny i jakość win z poszczególnych roczników jest różna. Wymagania co do pogody od kwietnia do końca września, by rocznik był wybitny można opisać następująco:
- Suma średnich temperatur z poszczególnych dni – minimum 3100 °C
- Przynajmniej 15 dni upalnych (w których temperatura przekracza 30 °C)
- Suma opadów 250–350 mm
- Przynajmniej 1250 godzin słonecznych.

Jako że zbiory trwają często do jesieni, na jakość rocznika ma także wpływ pogoda w październiku.

## Szczepy winorośli
Wina bordoskie to z reguły cuvées, wytwarzane z kilku osobno winifikowanych odmian winogron z różnych działek. Żmudne komponowanie wina (fr. assemblage) ma na celu podkreślenie cech siedliska (terroir) i stylu producenta (château). Zwykle używa się przynajmniej dwóch odmian, czasem także trzech a nawet pięciu, a ich proporcje mogą zależeć od warunków, w jakich dojrzewały winogrona w danym roku. Na etykietach nie spotyka się listy szczepów, ale sława tutejszego wina opiera się na uprawie niemal wyłącznie odmian o wysokim potencjale jakościowym.
Klasyczne czerwone wina bordeaux są wytwarzane przede wszystkim z trzech szczepów: merlot (58% upraw czerwonych), cabernet sauvignon (27% upraw czerwonych) i cabernet franc. Czasem w skład mieszanek wchodzą podwyższający kwasowość petit verdot i intensyfikujący kolor malbec. Carménère, przypuszczalnie spokrewniona z cabernetami i merlotem, po klęsce filoksery nie została, z nielicznymi wyjątkami, odtworzona w winnicach regionu. Wśród białych odmian na czele znajduje się sémillon, który zawdzięcza tę pozycję dużemu potencjałowi produkcji win naturalnie słodkich. Sauvignon blanc przoduje jako surowiec do produkcji wytrawnych win białych, ale sémillon jest spotykany i w tej kategorii. Uprawia się także odmiany muscadelle, ugni blanc i colombard, przy czym lepsze wina nie zawierają ostatnich dwóch.

## Apelacje

### Hierarchia apelacji
W regionie Bordeaux istnieje silnie rozbudowany system ponad 50 apelacji (AOC; Appellation d'Origine Contrôlée to oznaczenie kontrolowanego pochodzenia o zdefiniowanych wymaganiach jakościowych). W pewnym uproszczeniu da się wyróżnić trzy poziomy w hierarchii według reguły: im mniejszy obszar apelacji, tym wyższa jakość, uznanie i ceny tamtejszych win.
- Regionalne apelacje AOC Bordeaux i AOC Bordeaux Supérieur obejmują cały departament Żyrondy, a wina tak oznaczane stanowią 57% łącznej produkcji[1].
- Wyższą klasę tworzą apelacje subregionalne, obejmujące fragmenty całego regionu: Médoc – wina czerwone z obszaru Médoc[9], Haut-Médoc, ograniczona do wyżej położonej, południowej części Médoc, Graves, na terenach na południe od Garonny i Bordeaux, w której produkuje się zarówno wina, jak i czerwone, Entre-Deux-Mers ograniczona do białych win wytrawnych oraz położone w większości na prawym brzegu Dordogne Côtes de Bordeaux: Côtes de Bourg, Côtes de Blaye, Premières Côtes de Bordeaux, Côtes de Bordeaux-Saint-Macaire, Côtes de Castillon i Côtes-de-Francs. Pod nazwami tych apelacji jest sprzedawanych 27% win bordoskich.
- Najwyższą kategorią są apelacje gminne, z których każda ogranicza się do jednej lub kilku sąsiadujących ze sobą gmin. Z tej to grupy pochodzą najsłynniejsze i najdroższe wina. Wiele z apelacji gminnych ogranicza się do win czerwonych. Dotyczy to Margaux, Moulis, Listrac, Saint-Julien, Pauillac, Saint-Estèphe w Médoc oraz Saint-Émilion (Saint-Émilion i Saint-Émilion Grand Cru) i Pomerol wraz z gminami „satelickimi“ Montagne-Saint-Émilion, Lussac-Saint-Émilion, Puisseguin-Saint-Émilion, Saint-Georges-Saint-Émilion, Lalande-de-Pomerol, Fronsac i Canon-Fronsac w Libournais[9][15][21][22]. W Pessac-Léognan, apelacji graniczącej z miastem Bordeaux wytwarza się wina czerwone i białe[23]. Sauternes, Barsac i Cérons po południowej stronie Garonny, a także Cadillac, Loupiac, Sainte-Croix-du-Mont i Sainte-Foy-Bordeaux na drugim brzegu obejmują naturalnie słodkie wina białe[6][24][25][26]. Apelacjami gminnymi etykietowane jest niecałe 16% całkowitej produkcji regionu.

Regulacje dotyczące apelacji gminnych nie wymagają, by wszystkie winnice, z których pochodzą winogrona znajdowały się na terenie wskazanej gminy. Dozwolone jest wykorzystywanie winogron z sąsiednich gmin o zbliżonej klasie, przy czym wino musi być sprzedawane z jedną nazwą apelacji, np. niektórzy producenci wina pauillac posiadają także winnice w pobliskiej gminie Saint-Julien, której aż 50% powierzchni jest obsadzonej winoroślą. Prawo pozwala także na sprzedaż wina z gminnej apelacji pod apelacjami subregionalnymi albo nawet jako Bordeaux AOC, ale w praktyce zdarza się to rzadko. Ze względu na znaczne różnice w możliwej do uzyskania cenie każdy winiarz stara się butelkować wino pod apelacją bardziej ograniczoną terytorialnie, o ile tylko wino spełnia jej wymagania. Przykładowo Château d’Arsac produkuje margaux oraz haut-médoc, przy czym to ostatnie jest wytwarzane z winogron z winnic leżących poza granicami AOC Margaux.
Jeśli apelacja jest ograniczona tylko do białego albo czerwonego wina, produkowane tam wino innego rodzaju może być oznaczane tylko podregionalną albo regionalną apelacją. Dla przykładu: czerwone wina z gmin Barsac i Sauternes, słynących z deserowych win białych mogą być sprzedawane co najwyżej jako AOC Graves albo AOC Bordeaux, a cenione białe wino Pavillon Blanc słynnego Château Margaux może używać tylko określenia Bordeaux AOC.

### AOC Bordeaux i Bordeaux Supérieur
Ponad połowa wina bordoskiego jest sprzedawana jako Bordeaux AOC i Bordeaux Supérieur AOC, a w przypadku białych win odsetek ten wynosi ponad 72%. Wymagania jakościowe są w tej grupie najniższe. Winogrona mogą pochodzić z dowolnych nadających się pod uprawę działek w departamencie Żyronda, z wyjątkiem terenów podmokłych i zalewowych. Regulacje ograniczają wydajność do 65 hl/ha w przypadku win białych i 55 hl/ha w przypadku win czerwonych i różowych. Od roku 1974 gęstość krzewów została ograniczona do 2000 na hektar, co umożliwia uprawę metodą Lenz-Mosera i jej mechanizację.
Przepisy dopuszczają do produkcji win czerwonych następujące szczepy winogron: merlot, cabernet sauvignon, cabernet franc, carménère, malbec i petit verdot. W praktyce uprawia się trzy pierwsze, przy największym udziale merlota, a udział pozostałych jest minimalny. Minimalny poziom alkoholu musi wynosić 10%, a cukru w moszczu – 178 g/l. Regulacje regionalnej apelacji określa dwa rodzaje wina różowego. Oprócz klasycznego bordeaux rosé produkuje się także lokalny wariant, bordeaux clairet: lekkie i blade wino czerwone.
Głównymi odmianami winogron używanych do produkcji win białych są sémillon, sauvignon blanc i muscadelle. Dopuszczalne są także merlot blanc, colombard, mauzac, ondenc oraz ugni blanc, pod warunkiem że ich łączny udział nie przekroczy 30%. Wytrawne wina bazują na sauvignon, udział szczepów uzupełniających jest marginalny. Jeśli poziom cukru resztkowego nie osiąga 4 g/l, obowiązkowe jest podanie określenia sec. Produkcja białego AOC Bordeaux nieustannie maleje od lat siedemdziesiątych XX wieku na korzyść czerwonego. W roku 1992 produkcja win białych wynosiła 783 000 hl, a w roku 2002 już tylko 400 700 hl. W tym samym okresie produkcja win czerwonych wzrosła z 2,6 do 2,85 mln hl.
Nieco wyższe wymagania stawiane są przed bordeaux supérieur. W rzeczywistości rozróżnienie dotyczy raczej charakteru wina – jako czerwone AOC Bordeaux Supérieur są sprzedawane bogate, nadające się do starzenia wina czerwone, a jako Bordeaux AOC – bardziej owocowe, do picia jako młode. Górną granicą wydajności jest 40 hl/ha, przy czym w poszczególnych rocznikach może być podwyższany. Minimalny wymagany poziom alkoholu został ustalony na 10,5 % dla wina czerwonego i aż 11,5 dla win białych przy minimalnej zawartości cukru w moszczu 212 g/l. Białe bordeaux supérieur zawiera niesfermentowany cukier resztkowy, ale jest produkowane tylko na ok. 50 ha (2003).
Jako regionalne klasyfikuje się także wina sprzedawane jako Bordeaux Haut-Benauge (białe) i Bordeaux-Côtes-de-Francs (białe i czerwone), produkowane w gminach wskazanych w nazwach. Haut-Benauge leży w południowej części Entre-Deux-Mers, na wschód od AOC Premières Côtes de Bordeaux. W odróżnieniu od AOC Entre-Deux-Mers Haut-Benauge wino bordeaux haut-benauge nie może być wytrawne, a moszcz musi zawierać więcej cukru. Nie ma znaczącego udziału handlowego.
W większej ilości są za to produkowane wina z apelacji Bordeaux Côtes de Francs AOC. Ten stosunkowo niewielki obszar (536 ha) leży we wschodniej części Libournais, na granicy departamentu Dordogne. Maksymalną wydajność ustalono na 50 hl/ha, a minimalny poziom alkoholu na 11% w przypadku win czerwonych, a 11,5% dla wytrawnych białych win. Przepisy obejmują także słodkie wina białe. Większość produkcji stanowią wina czerwone (22 781 hl wina czerwonego wobec 284 hl białego w 2002).

## Sprzedaż

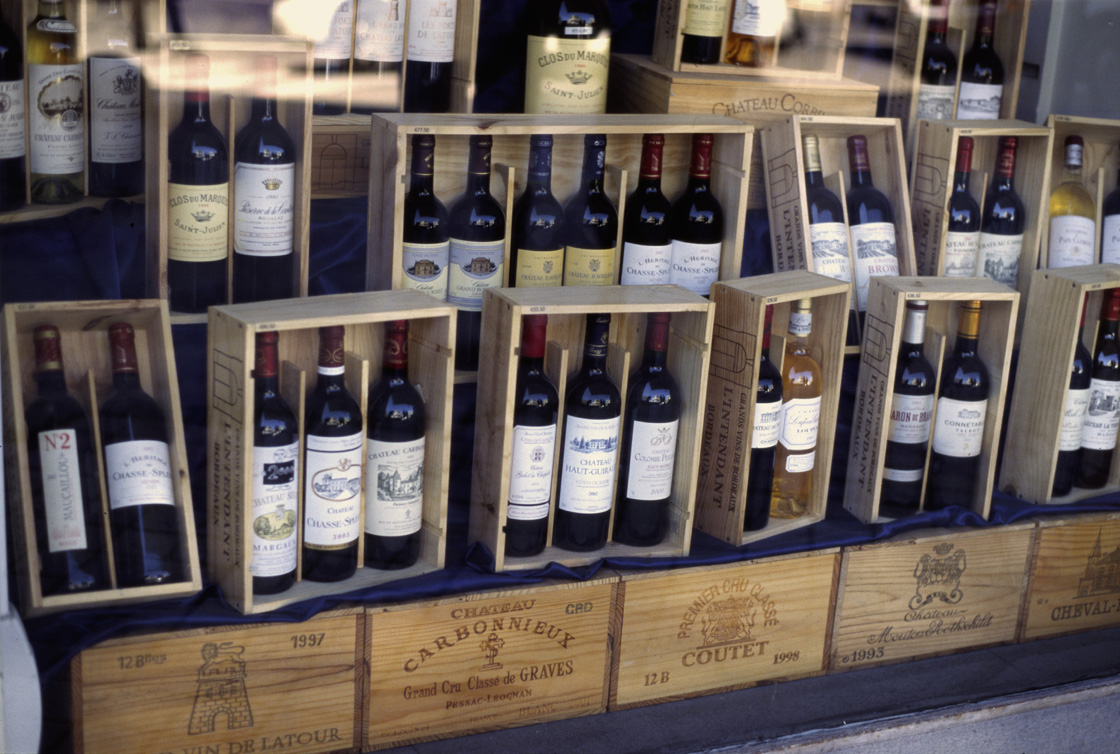
Wystawa sklepu z winami w Bordeaux

### Wina markowe i z poszczególnych posiadłości (château)
W uproszczeniu istnieją dwa rodzaje win bordoskich: wina markowe i wina z pojedynczych posiadłości. Wina sprzedawane pod marką są kupażowane z zakupionego hurtowo wina przez handlarzy, by zaoferować szerokiej klienteli jakościowo pewny produkt, reprezentatywny dla apelacji. Przykładami takich marek są Mouton-Cadet i Michel Lynch. W tej kategorii mieści się także większość win produkowanych przez spółdzielnie winiarskie, np. La Rose Pauillac, Marquis de Saint-Estèphe albo Grand Listrac.
Wina z château pochodzą z winogron z jednej posiadłości. Château może nawet nie posiadać budynku, ale musi być identyfikowalne po nazwie. Sama winifikacja może przebiegać gdzie indziej, np. u innego producenta albo w spółdzielni. Reputacja château odgrywa przy ocenie wina bordoskiego równie ważną rolę, jak apelacja, z której pochodzi.

### Winnice, producenci i ich klasyfikacja
Château produkuje jedno wino, które uznaje za charakterystyczne dla siebie i najlepsze, tzw. grand vin, znane tutaj jako cru. Francuskie określenie cru, które w innych regionach oznacza raczej pojedynczą, wyróżnioną winnicę, w Bordeaux jest używane w odniesieniu do château. Stosunkowo niewielkie różnice w jakości siedliska i warunkach uprawy w ramach apelacji – w porównaniu z licznymi mikroklimatami w Burgundii – zadecydowały o niewyróżnianiu samych parceli. Wiele spośród nich spoczywa w rękach jednych właścicieli od stuleci. Winogrona, które nie spełniają bardzo wysokich oczekiwań wytwórcy są sprzedawane pod inną nazwą handlową niż grand vin.
Systematyczne zakładanie kolejnych château w Médoc działających jak przedsiębiorstwa i nastawienie Bordeaux na eksport sprawiło, że wina bordoskie szybko stały się rozpoznawalnym towarem za granicą, a ze względu na różnice w jakości i cenie pojawiły się pierwsze klasyfikacje. W 1855 roku, na podstawie wieloletnich statystyk cen sprzedaży opublikowano oficjalną klasyfikację win czerwonych z Médoc oraz słodkich win z Barsac i Sauternes. Początkowo planowano regularnie weryfikować stworzoną hierarchię, w rzeczywistości jednak na liście pojawiła się odtąd tylko jedna zmiana – promocja Château Mouton-Rothschild do pierwszej klasy w 1973 roku. W 1958 roku po raz pierwszy sklasyfikowano posiadłości w regionie Saint-Émilion, przy czym lista jest regularnie uaktualniana. Cztery lata później, w 1953 roku oceniono i w 1959 uzupełniono klasyfikację białych i czerwonych wina z regionu Graves. Pomerol pozostaje jedyną z głównych apelacji bez ustalonej hierarchii. Wina znajdujące się w zestawieniach mają prawo do stosowania predykatu Grand Cru Classé („wielkie wino”).

W Médoc istnieje także inna klasa, cru bourgeois, wśród której od 2003 wyróżnia się crus bourgeois exceptionnels (9 winnic), crus bourgeois supérieurs (87) i crus bourgeois (151). Poza tym przywrócono crus artisans, określenie istniejące od 150 lat, które ponownie weszło do użycia dzięki lobbingowi grupy winiarzy.
Określenia „Grand Cru Classé“ czy „Cru Bourgeois“ przekładają się bezpośrednio na wartość wina, pozwalając na jego sprzedaż, przede wszystkim na rynku krajowym, z ceną do 30 % wyższą. Zrozumiałe jest w tej sytuacji, że château nieobjęte klasyfikacją albo zdegradowane wnoszą pozwy do sądów administracyjnych. W 2007 roku sądy unieważniły klasyfikację cru bourgeois i weryfikację producentów w Saint-Émilion.
Klasyfikacje wskazują wprawdzie na arystokrację win bordoskich, ale nie mogą stanowić kryterium dla oceny wina jako wyjątkowe. Majątki, które w 1855 roku były zbyt małe albo przechodziły kryzys jakościowy nie zostały uwzględnione w oryginalnej klasyfikacji. Liczne crus bourgeois niemal nie odbiegają pod względem jakości i powtarzalności od cru classés. To samo dotyczy niektórych win produkowanych przez châteaux pod innymi markami niż główna. Klasyfikacja została dodatkowo skomplikowana przez pełne smaku tzw. wina garażowe (vins de garage),  które pojawiły się w latach 90. Takie wina są produkowane na niewielką skalę z wyselekcjonowanych gron i długo dojrzewają w nowych baryłkach (barrique). Cechy terroir odsuwają się na drugi plan. Przyszłość pokaże, czy takie wina, będące w centrum uwagi środków masowego przekazu i spekulantów pozostaną w czołówce dłużej.
Elitarne grand crus i zrównane z nimi wina stanowią tylko ok. 5% produkcji win bordoskich. Kolejne 5% stanowią cru bourgeois podregionu Médoc.

### Handel

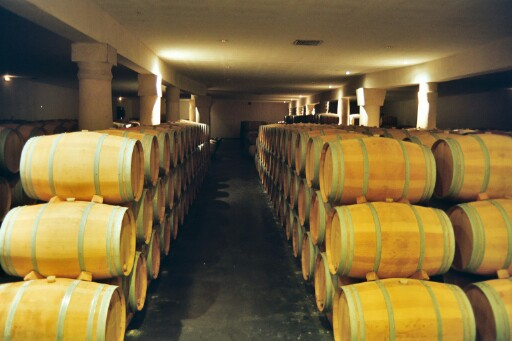
Piwnica winna

Bordeaux od zawsze produkowało wino przede wszystkim na rynek ponadregionalny i na eksport. Wysoki wolumen produkcji wymusił istnienie dobrze zorganizowanego systemu zbytu, którego kręgosłupem są handlarze winem (négociants), operujący przeważnie z Bordeaux albo Libourne oraz maklerzy (courtiers) pośredniczący między handlarzami i właścicielami posiadłości. Handel winami bordeaux odbywa się trzema kanałami:
- Tradycyjna sprzedaż butelek w sklepach, wysyłkowa i na targach jest najważniejszym kanałem zbytu. Nawet najwięksi odbiorcy, jak np. sieci supermarketów kupują wino przeważnie od handlarzy winem (négociants), a nie od wytwórców. Sprzedaż bezpośrednia jest w większości przypadków poboczną działalnością producentów, a renomowani producenci grand crus, jeśli już sprzedają wino w taki sposób, to po znacznie zawyżonych cenach.
- Sprzedaż na zapisy (en primeur) stała się od lat 90. XX wieku głównym kanałem zbytu dla producentów grand crus. Wytwórcy sprzedają handlarzom produkcję z całego rocznika kilka miesięcy po zbiorach, na początku następnego roku[42]. Wino jest wtedy jeszcze w beczkach i zostanie wydane kupcom dopiero po butelkowaniu, ponad rok później, ale producenci otrzymują zapłatę od razu. Kupcy z kolei oferują swoim klientom możliwość zakupu takiego wina z wyprzedzeniem. W przypadku niektórych małych château może to być jedyna droga zakupu wina, które jest nieosiągalne później w handlu[42]. Taka forma pozwala też zamówić wino w nietypowych opakowaniach. Korzyść cenowa między zakupem przedpłaconym, a zakupem po butelkowaniu znacząco się zmniejszyła.
- Od dwóch stuleci istnieje rynek wtórny starych win bordoskich. Więksi producenci corocznie wytwarzają kilkaset tysięcy butelek, co pozytywnie wpływa na płynność rynku. Niekiedy aukcje pozwalają nabyć wino taniej niż w sprzedaży przedpłaconej, a przy tym produkt miał już czas dojrzeć. Stare wina są czasami traktowane spekulacyjnie.

### Cykle koniunkturalne
Wchodzące na rynek uznane wina bordeaux podlegają silnym wahaniom cen. Ich przyczyny częściowo leżą po stronie podaży, gdyż wolumen produkcji zależy od plonów, a i jakość jest niejednorodna, a częściowo po stronie popytu. Notowania win bordoskich odzwierciedlają nastrój na rynkach w podobny sposób, jak zmiany kursu dolara. I tak: w czasach wzrostu wartości dolara między 1983 a 1985 i 1997 a 2000 ceny win silnie rosły, a w czasie recesji roku 1990 i 2001 – spadały. Na ceny miały wpływ także akcje spekulacyjne, niekiedy opierające się na roszczeniach odszkodowawczych, jak to zdarzyło się w przypadku rocznika 2000. Subskrypcja w 2006 roku na rocznik 2005 znacząco podbiła ceny win z czołowych châteaux na niekorzyść handlarzy i innych producentów. Sytuacja uspokoiła się w kolejnych latach aż do 2009 roku, który przyniósł kolejne rekordy cenowe, monitorowane m.in. za pomocą międzynarodowego indeksu cen win Liv-ex 100, zdominowanego przez wina bordoskie.

## Historia
Historia win bordoskich obrazuje, że wielkie wina są także produktem zmian społeczno-ekonomicznych. Przełomowymi momentami było przybranie przez miasto Bordeaux profilu handlowego i pojawienie się w Wielkiej Brytanii popytu na dobrej jakości francuskie wina.

### Starożytność i średniowiecze
Już w czasach wczesnorzymskich port w starożytnym „Burdigala“ pełnił według Strabona kluczową rolę w handlu winem – przede wszystkim z rzymską Brytanią. Samo wino pochodziło jednak z tzw. Haut Pays, wyżej położonych terenów południowo-zachodniej Francji. Pierwsze nasadzenia w regionie Bordeaux miały prawdopodobnie miejsce między rokiem 56 n.e., kiedy nastał Pax Romana, a panowaniem cesarza Probusa. Pliniusz Starszy i Columella pisali o udanych próbach uprawy nad Dordogne winorośli zwanej biturica, pochodzącej z hiszpańskiej Nawarry, przy czym niektórzy wiążą ją także z cabernet sauvignon. Były to pierwsze winnice rzymskie poza obszarem śródziemnomorskim i dostarczały wina dla legionów stacjonujących na terenach dzisiejszej Wielkiej Brytanii i Irlandii. Jednym z potwierdzonych stanowisk upraw było Saint-Émilion, gdzie znajdowała się jedna z villa rustica poety, a także wytwórcy wina Auzoniusza. Winorośl była też wtedy uprawiana m.in. w Saint-Estèphe
Winiarstwo podupadło w czasach wędrówki ludów i ekspansji m.in. Gaskończyków, Saracenów, Wandali, Wizygotów i wikingów. Winorośl była uprawiana tylko na potrzeby katolickich mszy świętych. Maurowie po zajęciu Hiszpanii w VIII wieku zniszczyli winnice i pozostawili tylko winogrona deserowe, wskutek czego w regionie bordoskim w krótkim czasie udało się ożywić winiarstwo, a region stał się dostawcą czerwonego wina dla Kordoby, Sewilli i Walencji. Miasto Bordeaux dysponowało strategiczną przewagą ze względu na położenie, które pozwalało zaopatrywać drogą morską Europę Zachodnią i Północną. Na niekorzyść działał profil produkcji Bordeaux, specjalizującego się w winach czerwonych, a konsumenci z północy preferowali wina białe. Statki, które transportowały sól z La Rochelle mogły tam brać na pokład także białe wina z Doliny Loary.
Impuls rozwojowy nadszedł w roku 1152: po ślubie Henryka Plantageneta, późniejszego króla Anglii Henryka II z Eleonorą Akwitańską rozległa część zachodniej Francji trafiła pod panowanie brytyjskie. Dwór ich syna, Ryszarda I często zatrzymywał się w Bordeaux. Jego brat i następca Jan bez Ziemi zawarł porozumienie z mieszkańcami Bordeaux, w którym udzielił im zwolnień podatkowych w zamian za wystawienie okrętów wojennych. Zdobycie La Rochelle przez Francję w 1224 sprawiło, że Bordeaux stało się monopolistą w handlu winem z Anglią. W 1300 roku bordoska flota handlowa liczyła 900 statków. Przeciętny roczny eksport wina wynosił w XIV wieku 800 000 hl, z czego przynajmniej połowa trafiała do Anglii. Szacuje się, że winnice rozciągały się wówczas na 100 000 hektarach. Wskutek wojny stuletniej Akwitania powróciła do Francji, ale król francuski potwierdził przywileje nadane Bordeaux przez Jana bez Ziemi. Szczególnie ważny był przepis, na mocy którego wino z wyżej położonych terenów (Gaillac, Bergerac) mogło trafić na rynek dopiero po wyprzedaniu wina bordoskiego. Wino beczkowane nie było wówczas zbyt trwałe i było przeznaczone do szybkiej konsumpcji. Bordeaux miało wtedy z reguły jasnoczerwony kolor. Z francuskiego określenia vin claret powstało angielskie claret, którym określano wino bordoskie. Pełniejszych win z Cahors i Gaillac używano do polepszania lekkiego bordeaux.
Przywileje nadane miastu (privilège des vins) były wielokrotnie potwierdzane przez francuskich władców: Walezjuszów: Ludwika XI (w 1462), Karola VIII (październik 1483), Ludwika XII (w lipcu 1498), Henryka II (28 czerwca 1551), Karola IX (1561), Henryka III (lipiec 1583) i Burbonów: Henryka IV (październik 1602), Ludwika XIII, Ludwika XIV (we wrześniu 1643) i Ludwika XV (w maju 1716 roku). Prawna przewaga Bordeaux została zniesiona dopiero przez edykt Ludwika XVI z kwietnia 1776 i ustawę z 4 sierpnia 1789.

### Epoka nowożytna
W XVII wieku odkryto możliwość konserwowania wina za pomocą siarki. Bordoscy handlarze szybko udoskonalili proces starzenia w beczkach. Poprawę jakości osiągnięto także wraz z rozpoczęciem butelkowania. W XVIII wieku brytyjscy konsumenci skierowali się ku winom łagodniejszym i lepszej jakości, zaś produkty gorszej jakości coraz częściej trafiły do Holandii i kolonii. Osuszone i zagospodarowane przez Holendrów bagniste tereny Médoc okazały się być świetnym źródłem winogron na wina wysokiej jakości. Magnaci handlowi z Bordeaux inwestowali więc tam i zakładali własne majątki. Ich nazwy zdobią etykiety wybitnych win do dziś, np. Ségur (Château Calon-Ségur), Brane (Château Brane-Cantenac) albo Pichon (Château Pichon-Longueville). Pierwszym winem z château w dzisiejszym znaczeniu było Château Haut-Brion, o którym pisał już w 1663 roku brytyjski pisarz Samuel Pepys. W 1787 Thomas Jefferson podczas swojej wizyty próbował sklasyfikować niektóre wina bordoskie, a najwyższe honory przyznał Château Latour, Château Lafite, Château Margaux i Château Haut-Brion. Do dziś majątki te są sklasyfikowane jako premier cru. Ponieważ właścicielami majątków w Bordeaux byli z reguły mieszczanie, posiadłości przetrwały rewolucję francuską bez znaczniejszych wywłaszczeń albo przymusowej parcelacji. Ta ciągłość jest jedną z przyczyn, dla której wagę przywiązuje się nie do samej winnicy, a do château, do którego ona należy.
W XIX wieku region Bordeaux, przede wszystkim Médoc przeżył swój pierwszy okres rozkwitu, o którym świadczą liczne pałacyki w stylu klasycystycznym i historycznym, wybudowane w majątkach winiarskich. Ważnym momentem była podjęta na potrzeby Wystawy Światowej w 1855 roku klasyfikacja posiadłości w Médoc i Sauternes-Barsac, która utwierdziła hierarchię czołowych châteaux i wyróżniła je na rynku światowym. W latach 60. i 70. XIX wieku nastąpiła fala spekulacji na rynku. Baron James Mayer Rothschild, wówczas najbogatszy człowiek we Francji, zakupił w 1868 roku za rekordową sumę 4,4 mln złotych franków Château Lafite. Kres spekulacjom położyła od roku 1870 klęska mączniaka i filoksery i spowodowane przez nią spustoszenie. Szybko udało się wynaleźć środek zwalczający mączniaka – tzw. ciecz bordoską, ale jedynym możliwym ratunkiem przed filokserą okazało się ponowne obsadzenie winnic z wykorzystaniem podkładek odpornych na szkodnika, co uczyniły nawet renomowane posiadłości. Pod koniec XIX wieku miejscowe winiarstwo popadło w kryzys.

### XX wiek
Klęska filoksery spowodowała znaczne obniżenie zbiorów, a odmłodzenie winnic skutkowało niedoborem wyrazistych win. Aby temu zaradzić, handlowcy uciekali się nawet do fałszerstw, których wykrycie obniżyło ceny. W celu odbudowy nadszarpniętej reputacji regionu w 1911 roku uchwalono ustawę, która wyznaczała obszar regionu. Od tego czasu wino bordeaux musi pochodzić z departamentu Żyronda. Regulacje appellation d’origine contrôlée, wprowadzone w 1936, potwierdziły te ustalenia. Następnym krokiem było zrzeszanie się winiarzy. W latach 30. założono liczne spółdzielnie winiarskie. Na wniosek izby handlowej w Bordeaux dokonano po raz pierwszy w 1932 roku klasyfikacji crus bourgeois z regionu Médoc, ale producenci ci zrzeszyli się dopiero w 1962 roku. W 1924 roku baron Philippe de Rothschild (→ Château Mouton-Rothschild), by zagwarantować jakość i oryginalność własnego wina wprowadził u siebie zasadę, że wino ma być butelkowane wyłącznie na terenie posiadłości. Wiele ze znanych chateaux przyjęło analogiczne reguły dopiero w latach 60.
Z powojennej koniunktury skorzystało również Bordeaux. Rósł popyt na wina z renomowanych winnic, a producenci mogli korzystać z osiągnięć naukowych enologii, rozwijanej na uniwersytecie w Bordeaux i później uniwersytecie Bordeaux II, dzięki czemu bordoskie rzemiosło winiarskie było uważane za wzorcowe. Wraz z postępem techniki i automatyzacją zmieniał się powoli również styl produkowanych win. Rocznik 1970 uchodzi za ostatni klasyczny. W latach 70. XX wieku wytwarzano wina ze zbyt wyraźnie zarysowanymi garbnikami, które w miarę dojrzewania nie nabierały oczekiwanej harmonii. Z kolei w latach 80., pod wpływem enologów (np. Michel Rolland) i krytyków (Robert M. Parker Jr.) producenci skierowali się ku winom o bardziej owocowym, pełnym smaku.

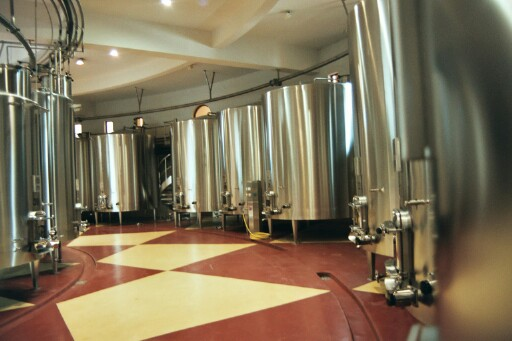
Pomieszczenie produkcyjne w Château Pichon-Longueville

Niespotykana wcześniej seria dobrych roczników w tym dziesięcioleciu ożywiła światowe zainteresowanie winami z okolic Bordeaux. Wielkie spółki giełdowe nabyły winnice i châteaux w regionie Médoc, co umożliwiło ich modernizację, niekiedy ocierającą się o ekstrawagancję. Przykładami mogą być tu AXA (Château Pichon-Longueville Baron), Alcatel (Château Gruaud-Larose) i Chanel (Château Rausan-Ségla). Podobnie jak w XIX wieku, najbogatsi Francuzi zapragnęli podkreślić swój prestiż poprzez zakup jednego z czołowych château: w 1993 miliarder François Pinault kupił Château Latour za 130 mln dolarów, w 1996 Bernard Arnault po długich perypetiach przejął Château d'Yquem. W 1998 roku do spółki z Belgiem Albertem Frèrem kupił również, za rekordowe 131 milionów euro, Château Cheval Blanc, a w późniejszych latach także Château La Tour du Pin Figeac i Château Quinault L'Enclos.
Rosnący popyt na wina o pełniejszym smaku sprzyjał producentom z prawobrzeżnego regionu Libournais, którzy dopiero po II wojnie światowej zdołali wyjść z cienia Médoc. Pierwszym etapem była klasyfikacja posiadłości Saint-Émilion, przeprowadzona w 1958 roku i powtarzana jeszcze w 1969, 1985 i 1996 roku. W latach 80. XX wieku najlepsze wina z tej okolicy, jak np. Château Pétrus i Château Ausone osiągnęły wysokie ceny ciągnąc za sobą innych wyróżniających się producentów. Wzrost cen wina odzwierciedlił się w cenach gruntów: cena hektara winnicy w Pomerol wzrosła w ciągu lat 90. o 150% i w 2001 roku była ponad dwukrotnie wyższa niż cena hektara winnic w gminnych apelacjach regionu Médoc.

### XXI wiek
Na początku XXI wieku sytuacja wśród winiarzy była zróżnicowana. Ceny najlepszych win w obiecującym roczniku 2005 osiągnęły rekordowy poziom, ale notowania hurtowo sprzedawanego AOC Bordeaux nadal spadały. Cena minimalna ustalona przez Syndykat Bordeaux na 1000 euro za 900 l bordeaux ogólnoregionalnej apelacji z rocznika 2005 nie mogła zostać zaakceptowana przez rynek. Przyczyny leżą po stronie spadającego pobytu wewnętrznego na proste wina AOC oraz silnej konkurencji na rynkach międzynarodowych. Kraje, które wytwarzają wina o podobnym profilu odmianowym do regionu Bordeaux, jak np. Argentyna, Chile, RPA czy Australia znacząco zwiększyły produkcję. Z 7 mln hl wyprodukowanych w 2004 roku nabywców znalazło tylko 5,5 mln. Eksport spadł w kolejnym roku o 3% na 1,72 mln hl. Przykładowo: eksport do Niemiec spadł z 500 000 hl w 2000 roku do 316 000 hl w 2005 roku.
Krótkoterminowym rozwiązaniem okazała się destylacja: w regionie Bordeaux przy wsparciu subwencji unijnych przerobiono 1,5 mln hl niesprzedanego wina na alkohol przemysłowy. W 2006 roku syndykat po raz pierwszy zdecydował się na zaciągnięcie kredytu w wysokości 15 mln euro na sfinansowanie kolejnej destylacji. Konieczne okazuje się zmniejszenie powierzchni upraw, która od lat 80. XX wieku wzrosła z 90 000 ha do 120 000 ha, przy czym skok dotyczył wyłącznie szczepów czerwonych. Planowane wprowadzenie regionalnego wina vin de pays de la Gironde z jednej strony obniżyłoby koszty (ze względu na wyższy dozwolony zbiór z hektara), z drugiej jednak zaostrzyłoby problem nadprodukcji jeszcze bardziej. Pierwsza próba zmniejszenia areału zakończyła się porażką: w 2006 zamiast planowanych 10 000 zaprzestano uprawy jedynie na 2850 ha.
Sytuacja nieznacznie polepszyła się w 2006 roku. Produkcja z roku 2005 spadła do 5,9 mln hl, co pomogło ustabilizować ceny, a sprzedaż wina wzrosła o 7% do 3,23 mld euro, głównie dzięki odbiorcom ze Stanów Zjednoczonych i Azji. Mimo to wielu winnicom i wytwórniom nie udało się wyjść z zadłużenia i banki wymusiły wystawienie do sprzedaży niektórych z nich. Problem dotyczy także châteaux z cenionych apelacji gminnych, w których koszty produkcji niewiele odbiegają od kosztów najbardziej uznanych producentów. Przyczyną sprzedaży bywa także wysoki podatek od spadków we Francji.
"Top 100”, najlepsza setka regionu Bordeaux, grand crus i inne cenione châteaux nie muszą martwić się o swoją przyszłość. Ogólnoświatowy popyt na klasyczne, wysoko punktowane przez Roberta Parkera wina, dodatkowo napędzony przez spekulację sprawił, że producenci ci mogli sobie pozwolić na sprzedaż rocznika 2005 tylko tym handlarzom, którzy jednocześnie zgodzili na odbiór win z kolejnych lat na warunkach wytwórców. Ceny detaliczne niektórych win premier cru z Médoc z rocznika 2005 po raz pierwszy osiągnęły barierę 500 euro.
Konsekwencje takiej polityki były łatwo przewidywalne. Dużo słabszy rocznik 2006, po podwojeniu cen w roku poprzednim, był sprzedawany tylko o 10–15% taniej. Pojawienie się przeciętnego rocznika 2007 przyniosło kolejną obniżkę cen, które jednak są ciągle dużo wyższe niż ceny rocznika 2004. Handlarze, którzy zamówili wina z tych roczników nie są w stanie ich sprzedać, podobnie jak wcześniej rocznik 1997. Poprawie sytuacji nie sprzyja ogłoszony „rocznikiem stulecia” rocznik 2009, na którym skupia się uwaga kupujących.